# 伏勝

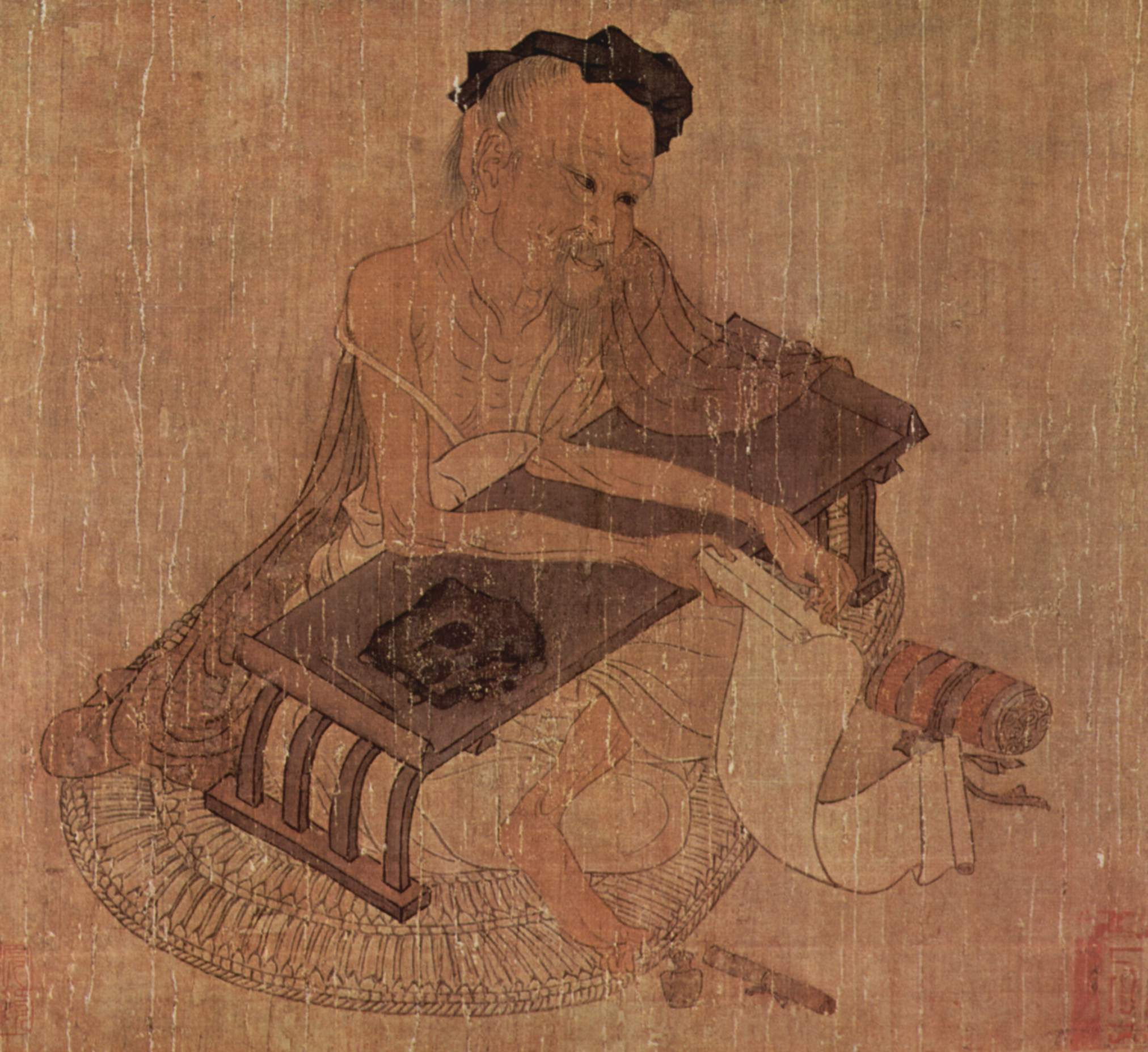
伏勝（王維画）

伏 勝（ふく しょう、生没年不詳）は、前漢初期の儒学者。伏生ともいう。

## 略歴
済南郡の出身で、もとは秦の博士であった。漢の文帝の時に『尚書』を良く知る者を求め、伏勝の名があがったがこの時彼は90歳におよんでいたために召すことができなかった。そこで文帝は太常に詔して、掌故である鼂錯を伏勝のところへ行かせて学ばせた。
秦代の焚書坑儒のさい、伏勝は『尚書』を壁に埋めておいたが、漢代に掘り起こしたときには数十篇を失い、29篇を得たという。伏勝はこれを斉・魯で教え、済南の張生と千乗の欧陽生（字は和伯）がその教えを児寛に伝えた。これを『今文尚書』と称する。